# سورت‌اوستادن
سورت‌اوستادن (به سوئدی: Svartöstaden) یک منطقهٔ مسکونی در سوئد است که در بخش لولئو واقع شده‌است. سورت‌اوستادن ۷۸۳ نفر جمعیت دارد.